# Harald Sunde
Harald Sunde (Trondheim, 21 febbraio 1944) è un allenatore di calcio ed ex calciatore norvegese, di ruolo attaccante.

## Carriera

### Giocatore

#### Club
Sunde cominciò la carriera con la maglia del Nidelv.
Passò al Rosenborg nell'inverno 1967, dopo che il club raggiunse la promozione nella 1. divisjon. Formò il tandem d'attacco assieme a Odd Iversen e i due trovarono ben presto l'intesa.
Le prestazioni di Sunde e Iversen non passarono inosservate anche fuori dai confini norvegesi e i due furono infatti acquistati dai belgi del Racing Mechelen.
Nel 1972 Sunde si trasferì nuovamente al Rosenborg.
Nel 1975 passò all'Orkanger.
Nel 1978 tornò ancora al Rosenborg, dove al termine della stagione successiva si ritirò dal calcio giocato.

#### Nazionale
Sunde giocò 39 incontri per la Norvegia, con 5 reti all'attivo. Esordì il 20 agosto 1964, nel successo per 2-0 sulla Finlandia. Il 29 giugno 1966 segnò la prima rete, nella sconfitta per 6-1 contro l'Inghilterra.

### Allenatore
Nel 1975 Sunde diventò allenatore-giocatore dell'Orkanger.
Nel 1983 fu tecnico del Rosenborg.

## Palmarès

### Giocatore

#### Club

##### Competizioni nazionali
- Campionato norvegese: 2

Rosenborg: 1967, 1969